# Диспут в Гагенау (1540)
Религиозный диспут в Гагенау состоялся в июне 1540 года, между протестантами, последователями Лютера, и католиками, в имперском городе Нижнего Эльзаса — Гагенау (Хагенау, ныне город Агно). Он не привёл противников ни к какому соглашению и потому в ноябре того же года возобновился в Вормсе, где продолжался до января следующего года (нем. Wormser Religionsgespräch (1541)).
Со стороны протестантов выступали Филипп Меланхтон, Каспар Круцигер, Грениус и Юстус Мениус (нем. Justus Menius), а со стороны католиков — Иоанн Кохлеус, Иоганн Экк и архиепископ Вены Фридрих Наузеа (нем. Friedrich Nausea).